# Mazama pandora
Il mazama bruno dello Yucatán (Mazama pandora Merriam, 1901) è una piccola specie di cervo originaria della Penisola dello Yucatán (Messico, Belize e Guatemala). Sebbene abiti nelle foreste tropicali umide come la maggior parte degli altri mazama, talvolta si spinge anche in regioni aride relativamente aperte. In passato tale specie, a seconda degli autori, veniva considerata o una sottospecie disgiunta del mazama grigio o una sottospecie del mazama rosso (Mazama americana).

## Descrizione
Oltre che per altre caratteristiche fisiche, il mazama bruno dello Yucatán differisce dal mazama rosso e da quello grigio nella forma e nelle dimensioni del cranio e dei palchi. Inoltre, si differenzia dal mazama rosso del Centroamerica, con il quale condivide l'areale, per il mantello grigio-marrone invece che rossastro.

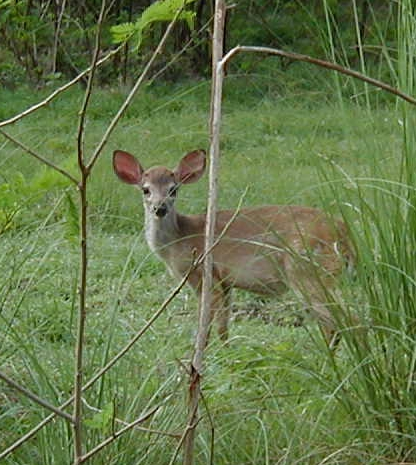
Esemplare di Mazama pandora.